# Fredrik Schalin
Fredrik Schalin, född 1964, är en svensk jurist. Han är sedan 8 juni 2016 domare vid tribunalen vid Europeiska unionens domstol.
Schalin tog juristexamen vid Stockholms universitet 1991 och har även studerat vid Paris universitet. Han var tingsnotarie vid Södertälje tingsrätt 1991-1993, hovrättsfiskal vid Svea hovrätt 1994-1995, tingsfiskal vid Gotlands tingsrätt och Norrtälje tingsrätt 1995-1996 och tillförordnad hovrättsassessor vid Svea hovrätt 1996-1997. Därefter var han sekreterare vid Finansutskottet 1997-1998, rättslig rådgivare i Europafrågor vid Utrikesdepartementet 1999 och rättssekreterare i svenska domarna Hans Ragnemalms respektive Stig von Bahrs kabinett vid dåvarande EG-domstolen 1998 och 1999-2006. Han var biträdande jurist 2006-2008 vid advokatfirman Öberg & Associés och blev antagen som ledamot av Advokatsamfundet 2008. Han var rådman vid Södertörns tingsrätt 2009-2016 samt enhetschef vid en dömande enhet 2012-2015, innan enheterna omvandlades till avdelningar.